# Holiday (film)
Holiday är en dansk, internationellt samproducerad långfilm som hade premiär den 2 november 2018. Manus och regi av svenska Isabella Eklöf där även danska Johanne Algren var medförfattare. De framträdande rollerna spelas av Victoria Carmen Sonne, Lai Yde och nederländske Thijs Römer.

## Handling
Filmen är ett triangeldrama i gangstermiljö runt den vackra flickvännen till en knarkkung. Handlingen utspelas i turkiska Bodrum.